# Cam'ron
Cam'ron, de son vrai nom Cameron Giles, né le 4 février 1976 à Harlem, New York, est un rappeur, acteur et entrepreneur américain. Il est de facto le leader des groupes hip-hop The Diplomats (ou Dipset), et U.N. (Us Now). Cam'ron était également membre du groupe Children of the Corn avant sa dissolution en 1997.
En 1998, Cam'ron publie son premier album, Confessions of Fire au label Epic ; l'album est certifié disque d'or par la Recording Industry Association of America (RIAA). En 2000, Cam'ron publie son deuxième album S.D.E. (Sports Drugs and Entertainment). En 2001, Cam'ron signe un nouveau contrat chez le label Roc-a-Fella Records et publie son troisième album à succès, Come Home with Me ; il est certifié disque de platine par la RIAA, et contient les singles de Cam'ron les mieux classés au Billboard, dont Oh Boy, avec Juelz Santana. En 2002, Cam'ron joue dans les films tournés par Roc-a-Fella, Paper Soldiers et Paid in Full. En 2004, Cam'ron publie son quatrième album Purple Haze, bien accueilli par la presse spécialisée et certifié disque d'or par la RIAA.
En 2005, après avoir avec cédé son label, Diplomat Records, à Roc-A-Fella Records pour cause de divergences financières, Cam'ron signe un contrat de distribution au label Asylum Records. En 2006, Cam'ron publie son cinquième album, Killa Season. Bien que moins bien classés par rapport à ses prédécesseurs, il est certifié disque d'or par la RIAA. L'album contient également un film homonyme, dans lequel Cam'ron fait ses débuts de réalisateur et scénariste, et endosse le rôle principal. En 2009, forcé de quitter temporairement sa carrière à cause de problèmes de santé de sa mère, Cam'ron revient dans la scène et publie un sixième album Crime Pays ; il atteint la troisième place Billboard 200.
Cam'ron travaille actuellement sur un septième album intitulé Purple Haze 2, annonçant qu'il s'agit de son dernier album.

## Biographie

### Jeunesse et débuts (1976–1997)
Cameron Giles est né et a grandi à Harlem. Il devient élève du Manhattan Center for Science and Mathematics, dans lequel il rencontre ses amis Ma$e et Jim Jones. Il était promis à une carrière basketteur aux côtés de Mase, mais ne pouvait y accéder à cause de ses études médiocres. À la place, il s'inscrit dans une école au Texas, sans avoir été au lycée, mais abandonne aussitôt pour retourner à Harlem, ville dans laquelle il commencera à dealer et lancera sa carrière de rappeur. Il lance sa carrière musicale, en rappant avec Big L, Mase, et son cousin Bloodshed, dans un groupe appelé Children of the Corn. Après le décès de Bloodshed causé par un accident de voiture le 2 mars 1997, le groupe se dissout et les membres lancent leurs carrières en solo.

### Confessions of Fire,S.D.E.etCome Home with Me(1998–2002)
Deux ans avant l'assassinat de Big L en 1999, Cam'ron se présente à Notorious B.I.G. par le biais de Mase signé au label Bad Boy Records à cette période. Biggie, impressionné par Cam'ron, le présente à son partenaire Lance « Un » Rivera qui signera Cam'ron à son label Untertainment, distribué par Epic Records. Son premier album, Confessions of Fire, est publié un an plus tard en juillet 1998 et contient des singles comme 3-5-7 et Horse and Carriage en featuring avec Mase qui atteint le top 10 des singles R&B et manque d'atteindre le pop Top 40. L'album est certifié disque d'or et classé au Top 10 dans les classements pop et RnB.
En 2000, Cam'ron collabore avec Tommy Mottola et publie son deuxième album S.D.E. (Sports Drugs and Entertainment) chez Sony/Epic Records. Avec Destiny's Child, Juelz Santana, Jim Jones, N.O.R.E., et le producteur Digga, il se compose de singles relativement populaires comme Let Me Know et What Means The World To You. L'album atteint la deuxième place des R&B/Hip-Hop Albums, et la 14e du Billboard 200.
Après avoir mis un terme à son contrat avec Sony/Epic Records, Cam'ron signe avec son ami d'enfance et nouveau manager Damon Dash au label Roc-a-Fella Records en 2001, et rejoint les rangs de musiciens comme Jay-Z, Beanie Sigel, Freeway et Memphis Bleek. Un contrat, d'une valeur supposée de 4,5 millions $, est conclu entre Damon Dash et ses partenaires de chez Roc-a-Fella, Kareem Biggs et Jay-Z. Son troisième album, le plus populaire, Come Home with Me, est publié en 2002 et fait notamment participer Jay-Z, Beanie Sigel, et Memphis Bleek, ainsi que Just Blaze, Kanye West et The Heatmakerz à la production. Il contient des singles à succès comme Oh Boy et Hey Ma, composés aux côtés du nouveau membre et protégé des Diplomats, Juelz Santana. L'album est certifié disque de platine, et permet au groupe de Cam'ron, The Diplomats, d'accéder à un contrat auprès de Roc-a-Fella.
En 2002, Cam'ron se lance dans le tournage du film Paid in Full de Damon Dash, dans lequel il incarne l'un des trois personnages principaux aux côtés de Mekhi Phifer et Wood Harris. En 2006, il se lance dans le tournage d'un film intitulé Killa Season ; le film marque les débuts de Cam'ron dans l'écriture, la réalisation, et en tant qu'acteur. Killa Season est publié en DVD le 26 avril 2006.

### Purple Haze,Killa SeasonetCrime Pays(2003–2009)
En 2003, Cam'ron s'associe avec les membres de Diplomats Jim Jones, Juelz Santana, et Freekey Zeeky sur leur premier album, Diplomatic Immunity, en 2003 au label Roc-a-Fella/Diplomat Records, rapidement certifié disque d'or par la Recording Industry Association of America (RIAA). L'album contient le single principal Dipset Anthem, un remix du hit de Cam'rons Hey Ma et le single (street anthem) I Really Mean It, et des productions de Kanye West, Just Blaze, et The Heatmakerz. Un an plus tard, The Diplomats publient leur deuxième album, Diplomatic Immunity 2. À cette période, Cam'ron devient connu pour ses vêtements rose. Le quatrième album de Cam'ron, Purple Haze, est publié le 7 décembre 2004 au label Def Jam/Roc-a-Fella Records. Il fait participer Kanye West, Jaheim, Twista, Juelz Santana, et autres, puis est certifié disque d'or.
Le 28 avril 2005, Cam'Ron se joint officiellement Warner Music Group sous l'empreinte Asylum Records. le cinquième album de Cam'ron, Killa Season, est publié le 16 mai 2006 avec The Heatmakerz, Charlmagne et Ty Fyffe à la production, et d'autres artistes Alchemist et I.N.F.O. Après la publication de Killa Season et sa rivalité avec 50 Cent en 2007, Cam'ron se retire temporairement de la musique après que sa mère ait souffert de trois accidents vasculaires cérébraux qui mèneront à la paralysie de tout le côté gauche de son corps. Il emménage en Floride avec elle afin de l'assister à ses séances de rééducation, et reste avec elle jusqu'à sa rééducation complète. L'album de Cam'ron publié en 2009, Crime Pays est publié au label Asylum/Diplomat Records, la majeure partie de la production étant effectuée par Skitzo et AraabMuzik.

### Mixtapes, EPs, et collaborations (depuis 2010)
À la fin de 2009, au début de 2010, Cam'ron publie une série de mixtapes par DJ Drama intitulé Boss of All Boses qui inclut le nouvel arrivant Vado. Cam'ron publiera également un album collaboratif avec son nouveau groupe U.N., avec ses amis rappeurs Vado intitulé Heat in Here Vol. 1, le premier single extrait de l'album Speaking Tongues qui atteint la 82e place des U.S. R&B. Cam'ron annonce publie un album conjoint avec Vado intitulé Gunz n' Butta, le 19 avril 2011, l'album est publié au label E1 Music. En 2013, Vado signera avec We the Best Music Group lorsqu'il se détourne de Cam'ron. Trois ans plus tard, Cam'ron et Jim Jones décident de travailler de nouveau ensemble pour le troisième du groupe, Diplomatic Immunity avec Juelz Santana et Freekey Zekey. Cam'ron annonce la date de sortie pour 2010. Le premier single promotionnel qui réunit chaque membre du groupe s'intitule Salute ; il est produit par AraabMuzik.
En 2012, Cam'ron participe au deuxième album de Wiz Khalifa, O.N.I.F.C. sur un titre intitulé The Bluff. En 2013, Cam'ron annonce son septième album Killa Season 2 aux côtés de Dipset, T.I., Nicki Minaj, et Wiz Khalifa. Le 1er octobre 2013, Cam'ron annonce une mixtape promotionnelle à l'album Ghetto Heaven Vol 1.

## Discographie
- 1998 : Confessions of Fire
- 2000 : S.D.E.
- 2002 : Come Home with Me
- 2004 : Purple Haze
- 2006 : Killa Season
- 2009 : Crime Pays
- 2010 : Heat in Here Vol. 1 (avec Vado)
- 2011 : Gunz n' Butta (avec Vado)
- 2019 : Purple Haze 2